# Михельсон, Алексей Давидович
Алексе́й Дави́дович Михельсо́н (1836—1898) — российский писатель, библиотекарь и энциклопедист.

## Биография
Алексей Михельсон родился в 1836 году.
Учился на историко-филологическом факультете Московского университета, но учёбу не окончил.
В 1856—1859 годах работал в Московской управе Благочиния.
В сентябре 1879 года поступил на службу в Московский Публичный и Румянцевский музеум старшим чиновником для письма при Канцелярии. В 1885 году стал помощником библиотекаря.
Составил «Объяснительный словарь иностранных слов, вошедших в употребление в русском языке, с указанием их корней» (1-е изд., М, 1861, 12-е, М., 1898).
Умер в 1898 году.

## Труды
- Михельсон А. Д. Объяснение 25 000 иностранных слов, вошедших в употребление в русский язык, с означением их корней / Составил по словарям: Гейзе, Бешереля, Брокгауза, Александра, Рейфа и других. — М.: Издание книгопродавца А. И. Манухина, 1865. — 718 с. (1-е изд., М., 1861, 12-е, М., 1898).
- 30 000 иностранных слов, вошедших в употребление в русский язык, с означением их корней. — М.: Собст. изд. автора, 1866. — 771 с. (послед. изд. в тип. Индриха, 1874. — 560 с.)
- Объяснение всех иностранных слов (более 50000 слов), вошедших в употребление в русский язык, с объяснением их корней. — 2 Т. — М., 1877.